# Eppendorf (Hamburg)
Eppendorf, Hamburg-Eppendorf – część miasta (niem. Stadtteil) Hamburga w Niemczech, w okręgu administracyjnym Hamburg-Nord. Od 1894 w granicach miasta.